# Sulița
Suliţa é uma comuna romena localizada no distrito de Botoşani, na região de Moldávia . A comuna possui uma área de 65.61 km² e sua população era de 3183 habitantes segundo o censo de 2007.